# Turc per principiants
Turc per principiants (en alemany: Türkisch für Anfänger) és una sèrie de televisió alemanya creada per Bora Dağtekin i emesa al canal Das Erste, proragonitzada per Josfine Preuß i Elyas M'Barek. Es va estrenar el 14 de març de 2006 i es va acabar el 12 de desembre de 2008 després de tres anys d'emissió i 52 capítols.
A Catalunya, la sèrie es va emetre inicialment al canal K3 i després al Canal 3XL. La versió doblada al català va ser traduïda per Marta Pagans. La sèrie va perdre popularitat a Alemanya després de la tercera temporada i l'emissora ARD va parar la producció, per bé que la sèrie era un succés en més de cent països. La pressió de censura per certs grups per la correcció política fa que una sèrie de succés com aquesta no es podria tornar a produir, avui en dia. Sobre aquesta crispació moderna, la protagonista Josephine Preuss diu: «La gent troba a faltar riure sense haver-se de mossegar els llavis!».

## Argument
La vida de la Lena, una noia de 16 anys, es trasbalsa quan la seva mare, la Doris, s'enamora d'en Metin, un metge forense turc que treballa pel departament d'investigació criminal de la policia alemanya. Decideixen anar a viure junts i crear una nova gran família formada pel matrimoni, la Lena, el seu germà petit Nils i els dos fills d'en Metin. La sèrie es basa en el xoc cultural entre la part musulmana de la família i l'altra i en les inquietuds de tot adolescent.

## Repartiment
| Personatge                        | Actor          | Veu catalana          | Capítols | Temporades |
| --------------------------------- | -------------- | --------------------- | -------- | ---------- |
| Helena Claudette "Lena" Schneider | Josefine Preuß | Roser Vilches         | 1-52     | 1-3        |
| Cem Öztürk                        | Elyas M'Barek  | Óscar Muñoz           | 1-52     | 1-3        |
| Dra. Doris Schneider              | Anna Stieblich | Aurora Garcia         | 1-52     | 1-3        |
| Metin Öztürk                      | Toni Sevilla   | Adnan Maral           | 1-52     | 1-3        |
| Yağmur Öztürk.                    | Pegah Ferydoni | Mar Roca              | 1-52     | 1-3        |
| Nils Schneider                    | Emil Reinke    | Roger Isasi-Isasmendi | 1-16     | 1-2        |

## Temporades

### Temporada 1
Lena Schneider, de 16 anys, viu amb el seu germà Nils i la seva mare Doris, terapeuta. Doris s’enamora del comissari turc Metin Öztürk i els dos decideixen viure junts. Per a Lena, això vol dir que s’ha d’entendre amb els seus nous germans Cem, un tòpic machista, i Yağmur, una devota musulmana. Al principi, només discuteix els seus problemes per missatge de vídeo amb la seva amiga Kathi, que participa en un intercanvi d’estudiants als Estats Units durant un any. Amb el pas del temps, Lena es fa amiga de la seva nova família i també troba un bon amic en el pacient de Doris, Axel Mende, que és orfe. S’enamora de Lena i, després d’unes complicacions, els dos es converteixen en parella.
Mentrestant, Cem s’ha enamorat de la seva germanastra i ha intentat conduir una falca entre Axel i Lena. Al cap d’un temps, Lena també desenvolupa sentiments per Cem. Quan Axel se n'assabenta, s'enfonsa, és atropellat per un ciclista i ferit greument. Lena i Cem, que mentrestant s’han trobat, se n’assabenten. Lena es retreu i pensa que va intentar suïcidar-se perquè ja no volia festejar-lo. A la capçalera d’Axel, jura quedar-se amb ell per sempre. Axel veu l'error, però no explica a Lena que va ser un accident. Mentrestant, reben la visita del pare de Doris, Hermann Schneider (anomenat «Hermi»), cosa que no plau gaire a Doris. Quan s’assabenta que el pare ha perdut la seva estimada fàbrica de botons i la seva casa a causa d’una fallida, ella el deixa instal·lar-se a can Schneider-Öztürks.

### Temporada 2
Al començament de la segona temporada, resulta que Nils està dotat i va a un internat per a gent superdotada a Suïssa. Mentrestant, la mentida d'Axel queda al descobert i Lena se'n separa. Alguns malentesos impedeixen que Lena i Cem s’uneixin. Lena aprèn de la seva mare Doris que Cem encara és verge i n’està contenta. Poc després, assabenta de Costa que es diu que Cem va dormir amb una prostituta per perdre la seva virginitat. Llavors, Lena dorm amb l’Axel, tot i que ja no està amb ell. Cem intenta evitar-ho en l'últim segon, però falla. Informa a Lena que no va dormir amb la prostituta per esperar-la. No la pot perdonar per haver dormit amb Axel. Poc temps després coneix la filla del pastor Ulla, que és amiga de Lena. Metin planeja una proposta de matrimoni per a Doris. Però vol superar el seu "trauma" abans de casar-se. Quan l'ex-Markus de Doris, pare de Lena i Nils, se n’assabenta, viatja a Alemanya per evitar el casament. Sabota la relació de Doris i Metin i tots dos es barallen, però es porten bé. Markus s'adona que els seus esforços són inútils i es casa xamànicament amb Doris i Metin. Mentrestant, Cem i Ulla es tornen a separar perquè Markus fa servir un truc per fer creure a Ulla que Lena i Cem havien dormit junts. Llavors, Cem i Lena tornen junts per poc temps. La germana de Doris, Diana, ara ensenya a l'escola de Lena i dona suport activament a la família multicultural en totes les situacions. Entre altres coses, Yağmur, que comença a repensar la seva fe i és atrapada per un admirador secret. Després de diversos episodis, Yağmur descobreix que es tracta de l'amic grec de Cem, Costa, inicialment el rebutja, però més tard sent afecte per ell. Això és particularment evident pel fet que Costa no tartamudeja quan agafa la mà de Yağmur, com la màgia. Quan es descobreix que Yağmur i Costa són parella, Metin i Cem es tornen salvatges. Metin amenaça els pares de Costa que haurien de mantenir el seu fill lluny de Yağmur o que el faria detenir pels seus innombrables delictes menuts. Al final de l'últim episodi, Yağmur i Costa intenten fugir a Grècia, però són atrapats a la benzinera en l'últim segon. Lena torna a reunir Cem i Ulla, Metin i Doris es van casar, Nils ve de visita a l’internat per al casament, Diana i Markus es reuneixen i Axel també ve al casament d’Austràlia, on va viure poc temps, perquè li preocupa Lena a causa dels tristos correus electrònics.

### Temporada 3
Han passat tres anys des de la segona temporada. Katharina Kuhn, amiga de Lena, ha tornat dels Estats Units. Des de llavors, Cem s’ha separat de l’Ulla i va fracassar amb Abitur, mentre que Lena deixa que Doris la persuadeixi per estudiar enginyeria mecànica a Braunschweig. Al cap de nou mesos, posa fi a això perquè s’adona que l’han cridat a una altra tasca. Una nit, torna a la seva família completament trencada i esgotada, però no s’atreveix a confessar a Doris que ha abandonat els estudis. Mentrestant, Cem menteix a la seva família que anirà a una nova escola i li forja el carnet de mig any. Al cap de poc temps, les mentides de Cem i Lena volen amunt i les dues es veuen obligades a pensar cap a quin camí volen anar ara. Lena comença amb ple vigor; sol·licita pràctiques en una revista juvenil i lluita contra la seva millor amiga Kathi per fer pràctiques.
Cem va malament professionalment. El seu primer somni és convertir-se en raper abans de començar les pràctiques a la policia. Això acaba malament: Cem intenta deixar clar al seu pare que els seus col·legues són nazis –i s’equivoca– i tot acaba amb una missió SEK a Öztürk-Schneider. Com a càstig, se suposa que Cem neteja la sala de proves. En lloc d’això, ven els articles confiscats i, disfressat de oficial de policia, llança els velocistes fins que Metin cau al parany. Cem passa una estona a casa i treballa un dia a un restaurant. Amb aquesta feina arriba a forjar roba juntament amb la seva àvia i la Costa. També s’exposen aquestes maquinacions criminals: Costa i Cem són arrestats temporalment i han de fer hores socials en una residència.
Mentrestant, Doris lluita contra l'envelliment, cosa que Metin no pot entendre. Fins i tot se li injecta Botox per mantenir-se atractiu, però Metin no té l'efecte desitjat. Quan Doris encara vol tenir un fill amb Metin, però aquest desig no es pot complir perquè la seva menopausa ha començat, aprèn a complir la seva edat.
Yağmur i Costa es van separar al començament de la temporada, però es retroben. El tema del sexe i la religió continua causant arguments en la seva relació. Va ser només quan Costa va demanar la mà de Yağmur i Costa va començar una carrera com a dissenyador de moda que els dos van trobar una relació harmònica.
Mentrestant, l’avi Hermi es posa greument malalt i necessita atenció. Lena i Cem també tenen una relació, però resulta que no és tan fàcil perquè els dos són fonamentalment diferents i molt temperats. Al capdavall, us uniu i Lena queda embarassada de Cem. Al principi, Cem pensa que el nen és de Mark, que s’està entrenant per ser oficial de policia a Metin, ja que Lena afirma que van fer més que besar-se. Després, Lena vol avortar-se, però el seu avi la deté en una trucada telefònica just abans de morir. Cem finalment vol ajudar a Lena amb el nen suposadament estrany i s’assabenta que ell és el pare. Quan els dos volen dir-ho a Metin i Doris, la família mira el vídeo de comiat de l’avi Hermi. En ell diu que les seves cendres haurien de ser premudes en un diamant que rebrà el seu besnet, el fill de Lena i Cem, que naixerà d'aquí a nou mesos. Llavors, Doris interfereix en l'embaràs i l'estat d'ànim entre mare i filla torna a ser tens. Però mare i filla es tornen a maquillar. Lena es converteix temporalment en redactora en cap de la revista juvenil, mentre que Cem es fa càrrec de la llar. Després de trobar accidentalment diners a la residència de la gent gran i, per tant, esbrinar un atracament bancari anterior, va ser convidat a fer l'examen de la policia fins i tot sense el títol de batxillerat. Però Metin i Doris pensen que Lena pot tenir una carrera millor i que, per tant, Cem s’hauria de convertir en un marit de casa. Lena deixa la feina, Cem fa l'examen, passa amb un 51% i es converteix en oficial de policia. Diversos mesos després neix el nen, un noi.
La sèrie acaba amb una foto de família, que Lena comenta amb les paraules que finalment s’han convertit en una autèntica família.

## Pel·lícula
El film estrenat l'any 2012 explica la història de la sèrie d’una manera completament nova, va ser dirigida pel creador i guionista de la sèrie Bora Dagtekin, que va fer el seu debut en la direcció de pel·lícules amb l'adaptació. Basat en la trama original, el remake explica la trobada entre les famílies Schneider i Öztürk, que van sobreviure a un accident aterrant en avió durant un viatge a Tailàndia i que a la fi es veuen obligats a conviure.